# Lindewerra
Lindewerra is een gemeente in de Duitse deelstaat Thüringen, en maakt deel uit van de Landkreis Eichsfeld.
Lindewerra telt 262 inwoners. Voor de val van de Berlijnse Muur in 1989 was Lindewerra een van de weinige dorpen in de DDR, die vanuit het westen rechtstreeks te zien waren. Na de val van de muur werd er een in de nadagen van de oorlog vernielde brug herbouwd, die het dorp verbindt met de Hessische oever van de Werra.

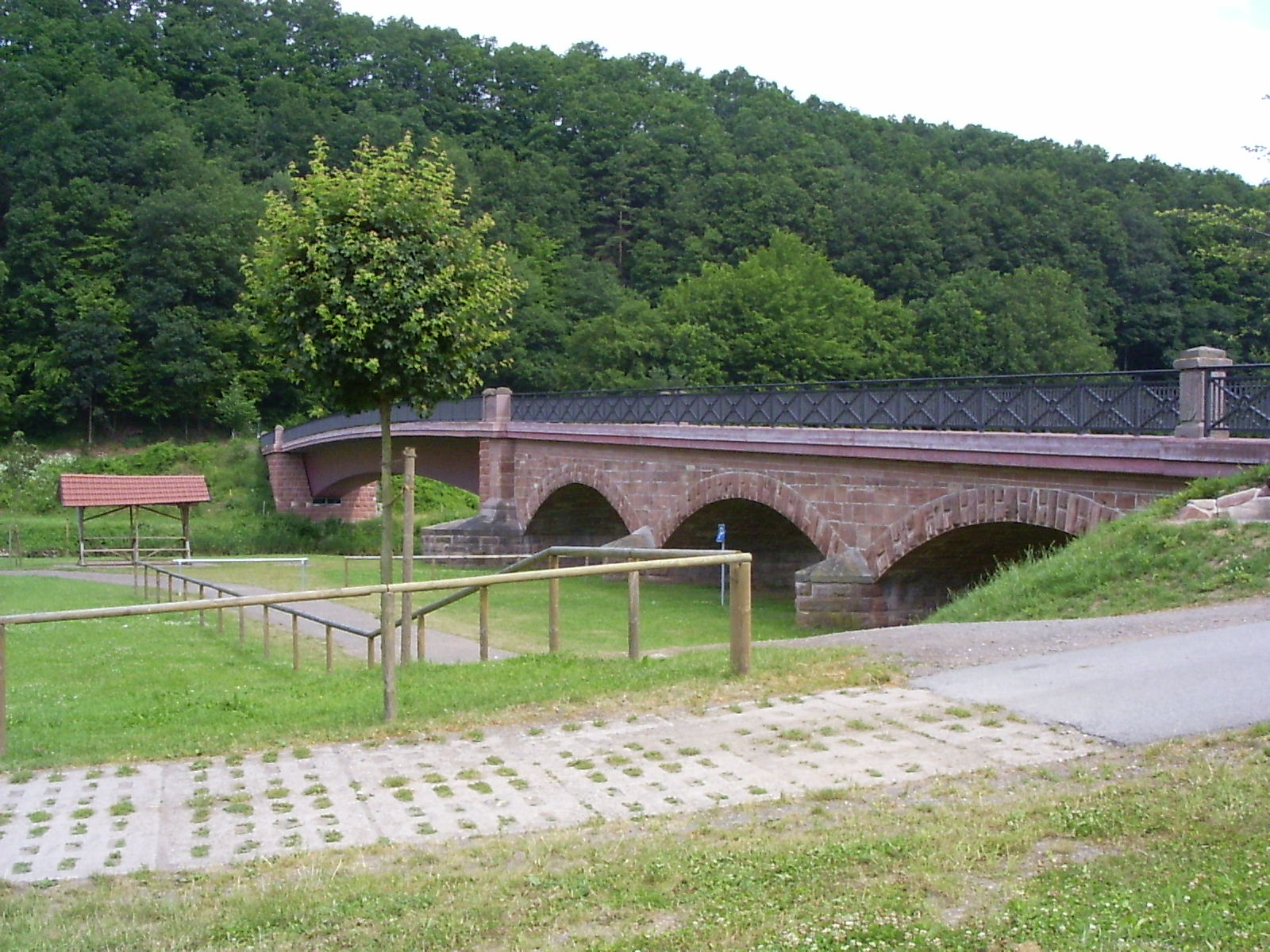
De brug van Lindewerra